# Paradolmen de Ses Rates

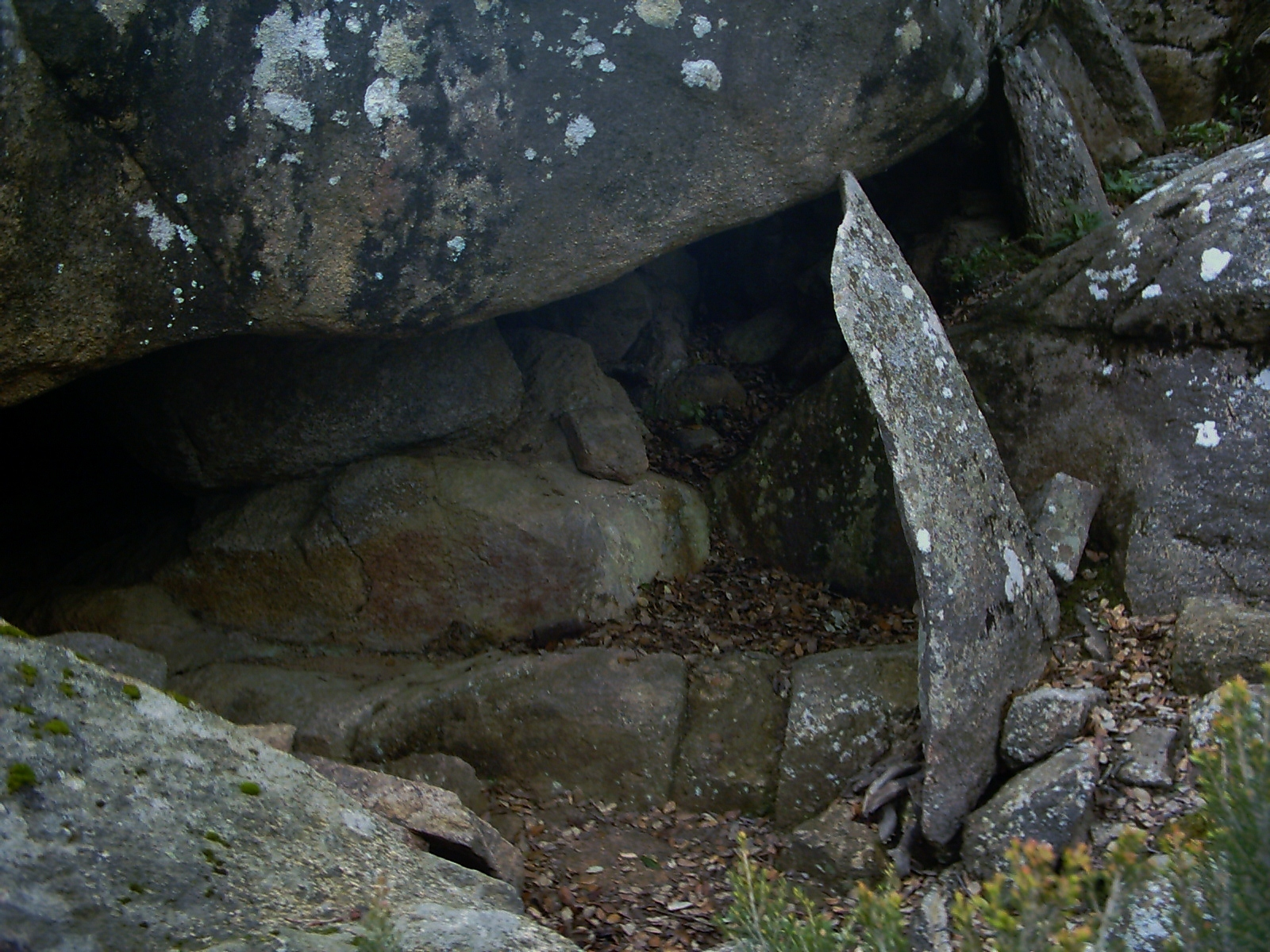
Paradolmen de Ses Rates

Der Paradolmen de Ses Rates ist ein steinzeitliches Grab in Katalonien. Der in Katalonien verbreitete, als Paradolmen bezeichnete Dolmen ist eine Megalithanlage, die zu wesentlichen Teilen aus Findlingen oder Felsformationen besteht, die einen natürlichen Hohlraum (z. B. ein Abri) bilden, der durch artifizielle Ergänzung zu einer Grabkammer umgestaltet bzw. als solche genutzt wurde.
Der Paradolmen befindet sich inmitten des Küstengebirges Massís de l’Ardenya weitab jeder Ortschaft. Nächstgelegene Stadt ist Tossa de Mar, der die Fundstelle zugeordnet ist. Er ist über einen Wanderweg von der Einsiedelei Ermita de Sant Grau oder über einen Wanderweg von der Straße GI-681 aus zu erreichen. Der Dolmen wurde 2004 ausgegraben. Der Bau wird auf die Zeit zwischen 2.500 und 1.800 vor Christus datiert.
Es bestehen zwei Grabkammern, die von einer Granitplatte abgedeckt sind. Da ein Großteil der Konstruktion natürlichen Ursprungs ist, spricht man von Paradolmen.